# Bobo-Dioulasso
Bobo-Dioulasso je grad u Burkini Faso središte regije Hauts-Bassins.

## Povijest
Lokalno stanovništvo grad zove Sia. Krajem devetnaestog stoljeća Sia se sastojala od dva velika sela, Tunuma i Sie međusobno udaljenih nekoliko stotina metara. Dva sela su zauzeli Francuzi 25. rujna 1897. godine, nakon kratkog, ali krvavog sukoba. Ubrzo nakon toga Francuzi su stvorili upravno naselje pokraj njih, na istočnoj strani rijeke Mi, koje je postalo sjedište distrikta ("cercle") te nazvano Bobo-Dioulasso. Tijekom 1915. i 1916. godine buknuli su anti-kolonijalni sukobi u Bobo-Dioulassu protiv francuske kolonijalne vlasti. Godine 1927. staro naselje Tunuma i ostala okolna naseljima su srušena, a njihovo stanovništvo je premješteno u susjedna sela ili na prethodno određenu praznu zonu.  Samo naselje Sia velikim dijelom je bilo pošteđeno uništenja, ali ipak izgrađene su i proširene brojne ceste. 
Grad je opet počeo razvijati nakon Drugog svjetskog rata unatoč činjenici da je Ouagadougou izabran za glavni grad države. Bobo-Dioulasso je središte bogate poljoprivredne zone za proizvodnju žitarica, voća i sadnog materijala (mango, limun) te izvoznih kultura (pamuk, indijski oraščić i dr.). U posljednje vrijeme dosta industrijske proizvodnje je preseljeno u Ouagadougou.

## Galerija
- Gradski stadion
- Restoran Berenices
- Spomenik u gradu
- Tržnica

## Vanjske poveznice
- Službena stranica
- Bobo-Dioulasso.net

### Ostali projekti
|  | Zajednički poslužitelj ima još gradiva o temi Bobo-Dioulasso |